# Frank Lloyd Wright

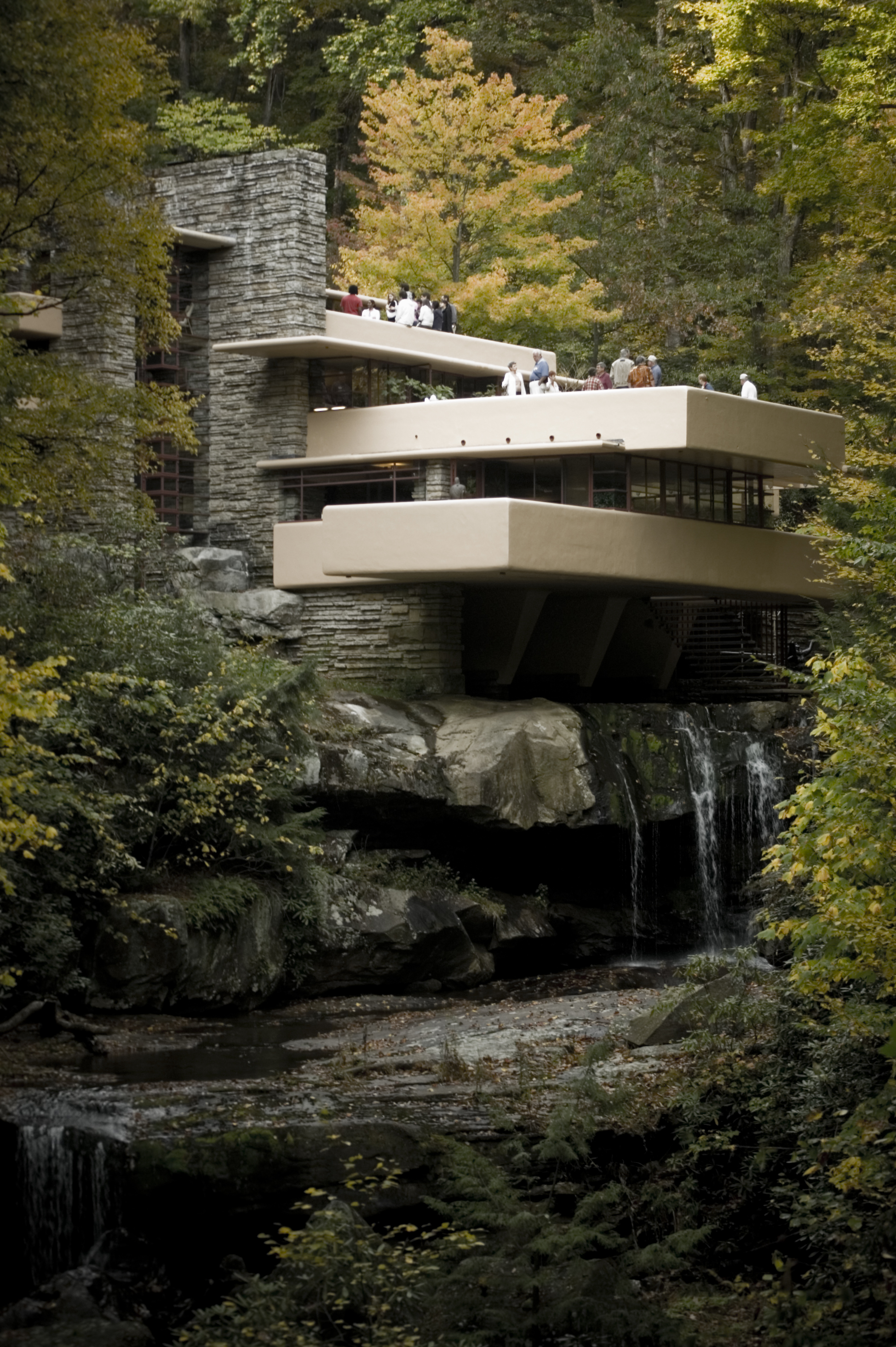
De villa Fallingwater

Frank Lloyd Wright (Richland Center (Wisconsin), 8 juni 1867 – Phoenix (Arizona), 9 april 1959) was een invloedrijk Amerikaans architect en schrijver over architectuur. Hij geldt als boegbeeld van de Prairie School. Acht van zijn bouwwerken zijn in 2019 opgenomen in de Werelderfgoedlijst onder de naam 20e-eeuwse architectuur van Frank Lloyd Wright.

## Leven en werk

### Opleiding
Wright was een leerling van Louis Sullivan, de bekendste exponent van de Chicago School of Architecture, bij wie hij zeven jaar (1887-1893) heeft gewerkt alvorens voor zichzelf te beginnen. Frank Lloyd Wright geldt als een van de invloedrijkste architecten van de twintigste eeuw.

### Ontwerpen
Zijn complete oeuvre kent twee soorten projecten:
1. De woningen waar hij zijn eigen "prairie style" heeft ontwikkeld. Deze is geïnspireerd door het Amerikaanse platteland en wordt gekenmerkt door horizontaliteit in de opbouw, geometrische figuratie en ruimtelijke versmelting van binnen en buiten. Het meest bekende werk uit deze periode is het Robie House in het zuiden van Chicago, nabij de Universiteit van Chicago. Zo ook is het huis van Kaufmann in Bear Run, Pennsylvania, beter bekend als Fallingwater een voorbeeld van de kracht van zijn ontwerpen om de natuur in het gebouw te krijgen. Het huis is gebouwd over een waterval.
2. Grote gebouwen vroegen meer dan zijn woningen de noodzaak om moderne constructiemethoden toe te passen en doordachtheid in zijn ontwerp te brengen. Voorbeeld hiervan is het kantoorgebouw voor de Johnson Wax Company in Racine, Wisconsin, dat zich kenmerkt door krachtige gebogen vormen en een centrale werkruimte, overdekt door slanke paddenstoelvormige betonnen zuilen.

Sinds 2019 staan zeven huizen en een museum van Wright onder de verzamelnaam van 20e-eeuwse architectuur van Frank Lloyd Wright op de Unesco-Werelderfgoedlijst.

### Inspiratiebronnen
De geometrische vormentaal die in veel van zijn ontwerpen is gebruikt, leerde hij door in zijn jeugd te spelen met Fröbelblokken. Wrights moeder ontdekte de Fröbel-gifts op de wereldtentoonstelling van 1876 in Philadelphia.
Wright liet zich tevens sterk inspireren door de natuur. Hij raakte hiermee bekend tijdens zijn periode bij Louis Sullivan. Hij werd tijdens zijn verblijf in Europa (1909-1910) ook sterk geïnspireerd door de Wiener Secession en de Arts-and-craftsbeweging.
Verder werd hij beïnvloed door traditionele Japanse architectuur die hij voor het eerst zag in een replica tijdens de Columbian Exposition (1893) in Chicago en later tijdens zijn reis naar Japan (1905).
Zelf ontkende hij echter dat er ook maar iets geweest zou zijn dat hem in zijn ontwerp had geïnspireerd. Hij hield zich namelijk vast aan de romantische mythe van de architect als een persoon met een supercreatief brein.

### Persoonlijk drama
In 1903 verliet hij zijn vrouw Catherine ('Kitty') en hun zes kinderen voor Martha 'Mamah' Borthwick. Zij was de vrouw van zijn buurman en cliënt Edwin Cheney, die net zomin als Kitty wilde instemmen met een echtscheiding. In 1910 reisden Wright en Mamah af naar Europa. Zij reisden ieder apart en ontmoetten elkaar in Berlijn. Desondanks leverde de buitenechtelijke relatie een schandaal op dat hem het werken in de VS vrijwel onmogelijk maakte. Na een jaar in Italië keerden ze terug. Mamah scheidde alsnog van Cheney, maar Kitty bleef zich verzetten. Terwijl Wright in Chicago op kantoor was, stichtte een verongelijkte knecht op 15 augustus 1914 brand in Wrights zomerhuis Taliesin en met een bijl vermoordde hij Mamah, haar twee kinderen en vier personeelsleden. Dit zorgde voor een voorlopig einde van Wrights carrière, omdat hij zijn leven opnieuw moest opbouwen en opnieuw erkenning in de VS moest verwerven. Pas in 1922, toen hij al enige jaren samenwoonde met Miriam Noel, was Kitty bereid tot een echtscheiding.

### Comeback
Hij maakte zijn comeback met de opdracht voor het Imperial Hotel in Tokyo (1916-1922), dat dankzij zijn constructie de aardbeving van 1923 heeft overleefd. Wright zocht in zijn ontwerp een cross-over tussen de Westerse en Aziatische cultuur in een hybride architectuur.

### Guggenheim

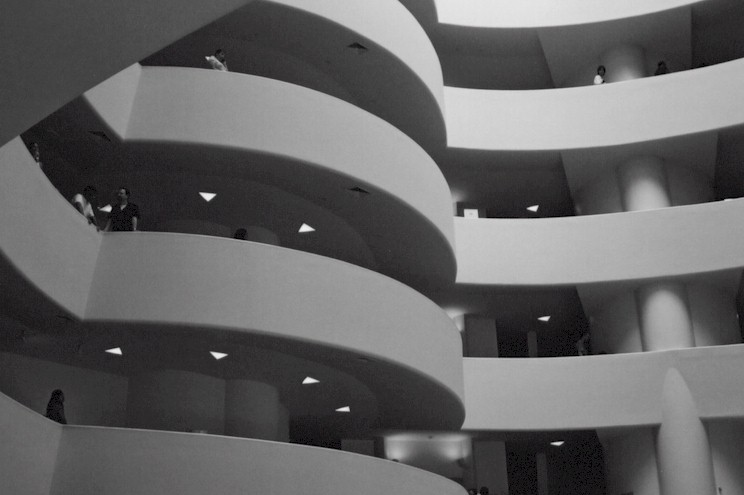
Guggenheim Museum New York

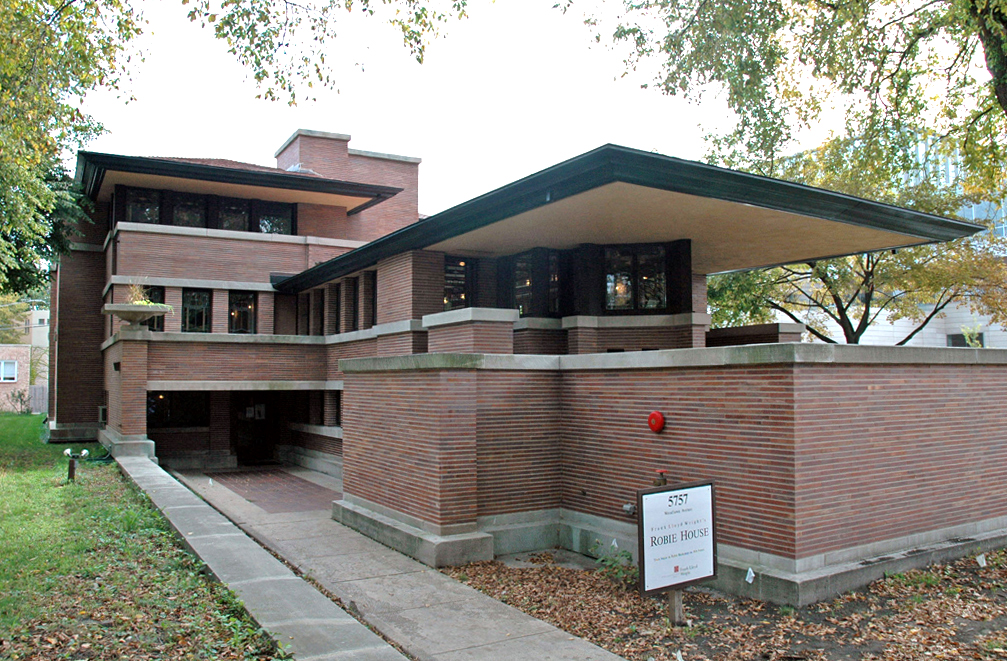
Robie House

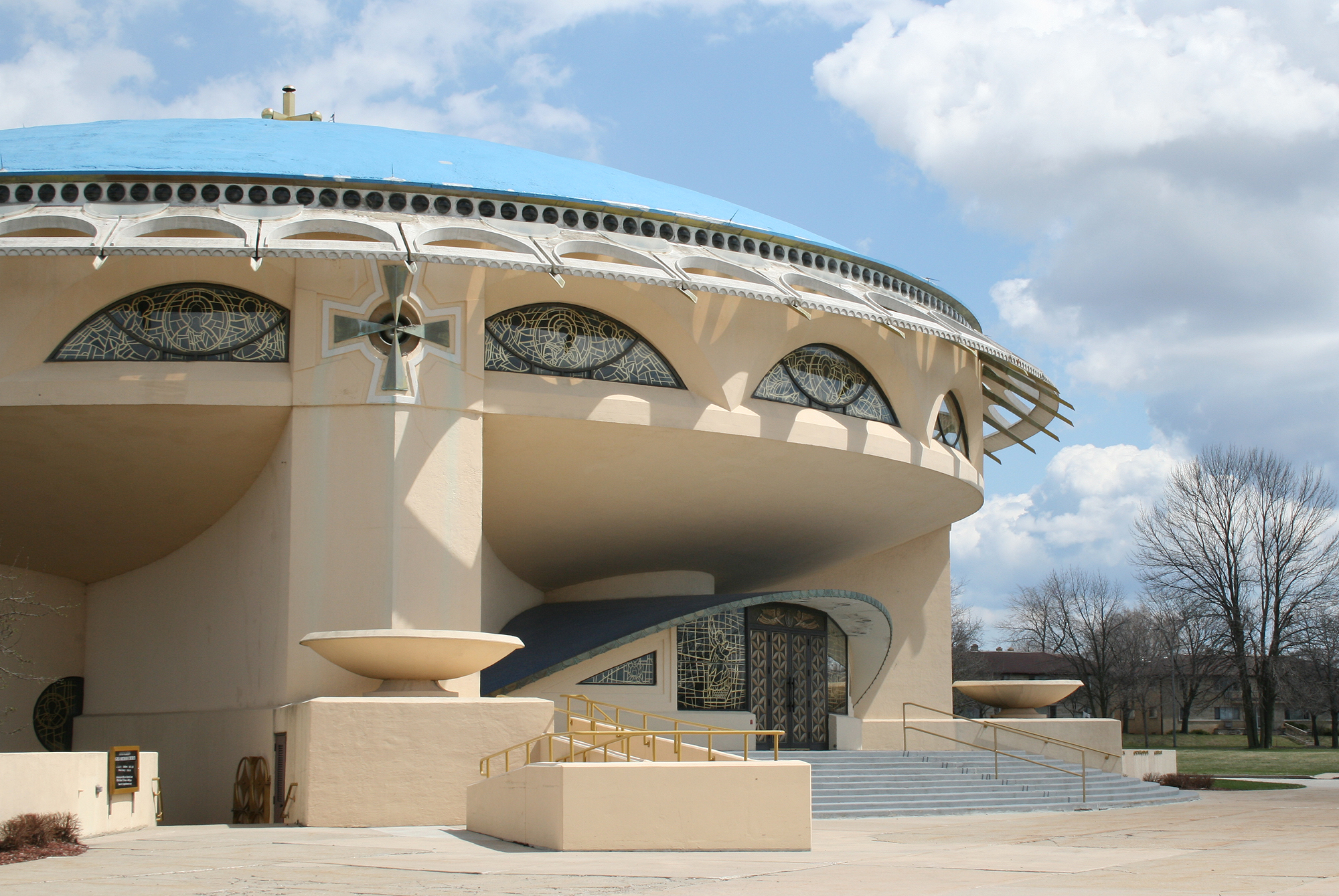
Annunciation Greek Orthodox Church in Wauwatosa, 1956-61

Wright ontwierp na de Tweede Wereldoorlog onder andere het Guggenheim Museum (New York). De expositieruimte is hier in feite een lange, open gang, die spiraalvormig omhoog loopt. Dit leidde echter tot enige nadelen: het ophangen van grote kunstwerken op een gebogen muur blijkt lastig, en de bezoekers staan steeds op een hellende vloer, hetgeen een onrustig gevoel blijkt op te leveren. Het ontwerp is een van de laatste ontwerpen van Wright en in stijl afwijkend van zijn voorafgaande werk.

## Familie
Frank Lloyd Wright trouwde driemaal en was vader van vier zonen en drie dochters. Ook adopteerde hij Svetlana Milanoff, de dochter van zijn derde vrouw.
Zijn echtgenotes waren:
- van 1889 tot 1922: Catherine "Kitty" (Tobin) Wright (1871-1959); zij gingen in 1903 uit elkaar.
- van 1923 tot 1927: Maude "Miriam" (Noel) Wright (1869-1930); zij woonden al samen sinds 1915.
- van 1928 tot zijn dood: Olga Ivanovna "Olgivanna" (Lazovich Milanoff) Lloyd Wright (1897-1985).

Van 1903 tot haar gewelddadige dood had hij een liefdesverhouding met Martha "Mamah" Borthwick (1869-1914).
Zijn zoon Frank Lloyd Wright jr. en diens zoon Eric Lloyd Wright werden ook architect, evenals zijn zoon John Lloyd Wright en diens dochter Elizabeth Wright Ingraham.
De filmactrice Anne Baxter (1923-1985) was zijn kleindochter. Haar moeder Catherine Baxter was een dochter uit zijn eerste huwelijk.

## Overzicht van ontwerpen (selectie)
- William H. Winslow House, River Forest, Illinois, 1893-1894
- William and Jessie M. Adams House, 1900
- Robie House, Chicago, 1910
- Unity Temple, Oak Park, Chicago, Illinois, 1905-1908. Foto en plattegronden afgebeeld als Bijlage VIII in De Stijl, 2e jaargang, nummer 4 (februari 1919). Zie Digital Dada Library.
- Midway Gardens, Chicago, Illinois, 1913-1914
- Imperial Hotel, Tokio, Tokio, 1913-1923
- Fallingwater (Edgar J. Kaufmann Sr. Residence), Pennsylvania, 1935
- het Johnson Wax Headquarters (Johnson Wax Company), Racine, Wisconsin, 1936-1939
- Guggenheim Museum (New York), 1943-1959
- Marin County Civic Center, San Rafael, 1956-1962
- Monona Terrace Community and Convention Center, Madison, Wisconsin, 1994-1997
- kantoor van Johnson Wax, 1950 Racine, Wisconsin
- Larkin Building, 1905, Buffalo, New York
- Storer House, 1912, Los Angeles

Wright heeft in totaal 362 gebouwen ontworpen, waarvan er nog zo'n 300 over zijn. Een deel van de gebouwen is vernield door windhozen en aardbevingen.

## Betekenis van Wright in Nederland
Wright heeft in Nederland, dankzij een aantal publicaties en een lovend ooggetuigenverslag van Berlage, een hele generatie architecten beïnvloed, onder wie De Stijlbeweging, Dudok met zijn raadhuis van Hilversum, Robert van 't Hoff, Harry Elte, Jan Wils en anderen. In Nederlands-Indië was het Charles P. Wolff Schoemaker wiens werk vaak geassocieerd werd met het zijne.

## Inspiratie voor andere kunstenaars
- Ayn Rand beschrijft in haar roman The Fountainhead (De eeuwige bron) uit 1943 de strijd van een modernistisch architect, volgens sommigen geïnspireerd door Wright, maar zowel Rand als Wright ontkende dit.[6][7]
- Het zangduo Simon and Garfunkel wijdde een song So long, Frank Lloyd Wright aan hem.
- Nancy Horan publiceerde in 2008 de roman Loving Frank, gebaseerd op de liefde tussen Frank Lloyd Wright en Mamah Borthwick.
- T.C. Boyle geeft in zijn roman uit 2009 The Women (De vrouwen), volgens een eigen opmerking vooraf in het boek, een verzonnen herschepping van een aantal gebeurtenissen uit het leven van FLW, die werkelijk hebben plaatsgehad.
- De Zwitserse striptekenaar Cosey schreef Een huis van Frank L. Wright en andere liefdesverhalen.